# 隱翅蟲素
隱翅蟲素（Pederin），旧称岬毒素，是一種由某些毒隱翅蟲屬（Paederus）物種製造出來的毒素，是糜烂性、有二個四氢吡喃環的酰胺。隱翅蟲素最早是在處理2500萬野外採集的P. fuscipes後分析出來的，約佔P. fuscipes重量的0.025%。
有研究指出隱翅蟲素的合成和隱翅蟲的血淋巴中內共生的假單胞菌有關。只有成年的雌隱翅蟲才會分泌隱翅蟲素，雄隱翅蟲的隱翅蟲素是由雌性而來（例如藉由卵）或是食物而來。
英國有機化學家Philip Kocienski實現了隱翅蟲素的全合成。

## 作用模式
對人體來說，隱翅蟲素是一種非常強烈的毒素，只需要極低的濃度（每毫升一納克）便能阻止正常細胞的有絲分裂。工作原理為通過抑制蛋白質和脫氧核糖核酸的合成，但不影響核糖核酸的合成。也因為有抑制細胞分裂的特性，隱翅蟲素也被考慮為一種潛在的抗癌藥。

## 外部連結
- やけど虫の毒と抗がん活性 （页面存档备份，存于）